# Olaf Welding
Olaf Welding (* 29. Oktoberjul. / 10. November 1893greg. in Meckshof/Livland; † 28. September 1960 in Stade) war ein deutschbaltischer Jurist und Genealoge.

## Leben
Der Vater war aus Dänemark in Livland eingewandert; die Mutter entstammte der alten estländischen (ursprünglich thüringischen) Pastorenfamilie Hoffmann. Nach dem Besuch des Privatgymnasiums von Zeddelmann in Dorpat bestand er in Sankt Petersburg das Abitur, studierte von 1913 bis 1917 in Moskau Rechtswissenschaft und kehrte 1918 nach Dorpat zurück. Von 1923 bis 1939 war er in Estland im Justizdienst tätig, die längste Zeit in Fellin. Nach der Umsiedlung in Folge des Hitler-Stalin-Pakts 1939 war er von 1941 bis 1945 Amtsgerichtsrat in Konitz/Wpr. Nach der Flucht in den Westen wurde er 1948 Richter am Spruchgericht Hamburg-Bergedorf, dann öffentlicher Kläger beim Berufungsausschuss für die Entnazifizierung; 1950 trat er krankheitshalber in den Ruhestand.

## Wirken
Durch viele personenkundliche Arbeiten hat Welding sich als Genealoge verdient gemacht, war Mitglied der Baltischen Historischen Kommission, der Arbeitsgemeinschaft ostdeutscher Familienforscher, Korrespondierendes Mitglied des Herold. Er besaß eine umfangreiche Bibliothek, die die Grundlage für das von ihm begründete Deutschbaltische Biographische Lexikon bildete. Etwa die Hälfte des Materials konnte er selbst fertigstellen; die weitere Bearbeitung und Publikation 1970 erfolgte durch Wilhelm Lenz unter Mitarbeit von Erik Amburger und Georg von Krusenstjern.